# 펜슬 스커트

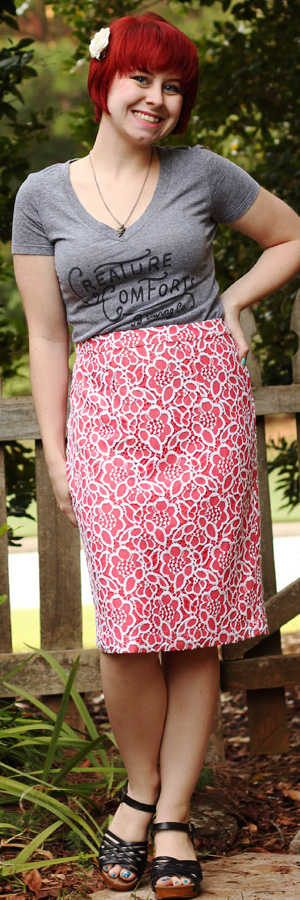
펜슬 스커트를 입은 여성

펜슬 스커트(Pencil skirt)는 치마의 한 종류이다. 치마의 폭이 좁고, 곧으면서, 길이는 긴 모양이라 연필을 닮았다. 폭이 좁아 움직임을 불편하게 하는 단점이 있어, 이를 보완하기 위해 옆트임을 주거나 옆부분을 주름 처리하기도 한다.